# Fl.
fl. ist eine in historischen und biografischen wissenschaftlichen Schriften benutzte Abkürzung von lateinisch floruit, deutsch blühte. Der Ausdruck rührt von der (für Personen metaphorisch verwendeten) Redensart „in Blüte stehen“ her. Gleichbedeutend wird in deutschen Texten auch die Abkürzung bl. gebraucht.
Die Abkürzung wird bei Lebensläufen von Personen verwendet, von denen weder Geburts- noch Todesdatum bekannt ist, man jedoch einen Zeitraum angeben kann, innerhalb dessen ihr Auftreten belegt ist (zum Beispiel: „fl. in Athen 540–498 v. Chr.“), oder bei Künstlern für die durch datierbare Werke belegte Schaffenszeit.

## Ähnliche Begriffe
- Akme, altgriechisch „Gipfel“, „Höhepunkt“, „Blüte“